# Distretto di Jumla
Il distretto di Jumla è un distretto del Nepal, in seguito alla riforma costituzionale del 2015 fa parte della provincia Karnali Pradesh. Il capoluogo è Jumla.
Geograficamente, il distretto appartiene alla zona montagnosa Himalayana detta Parbat.

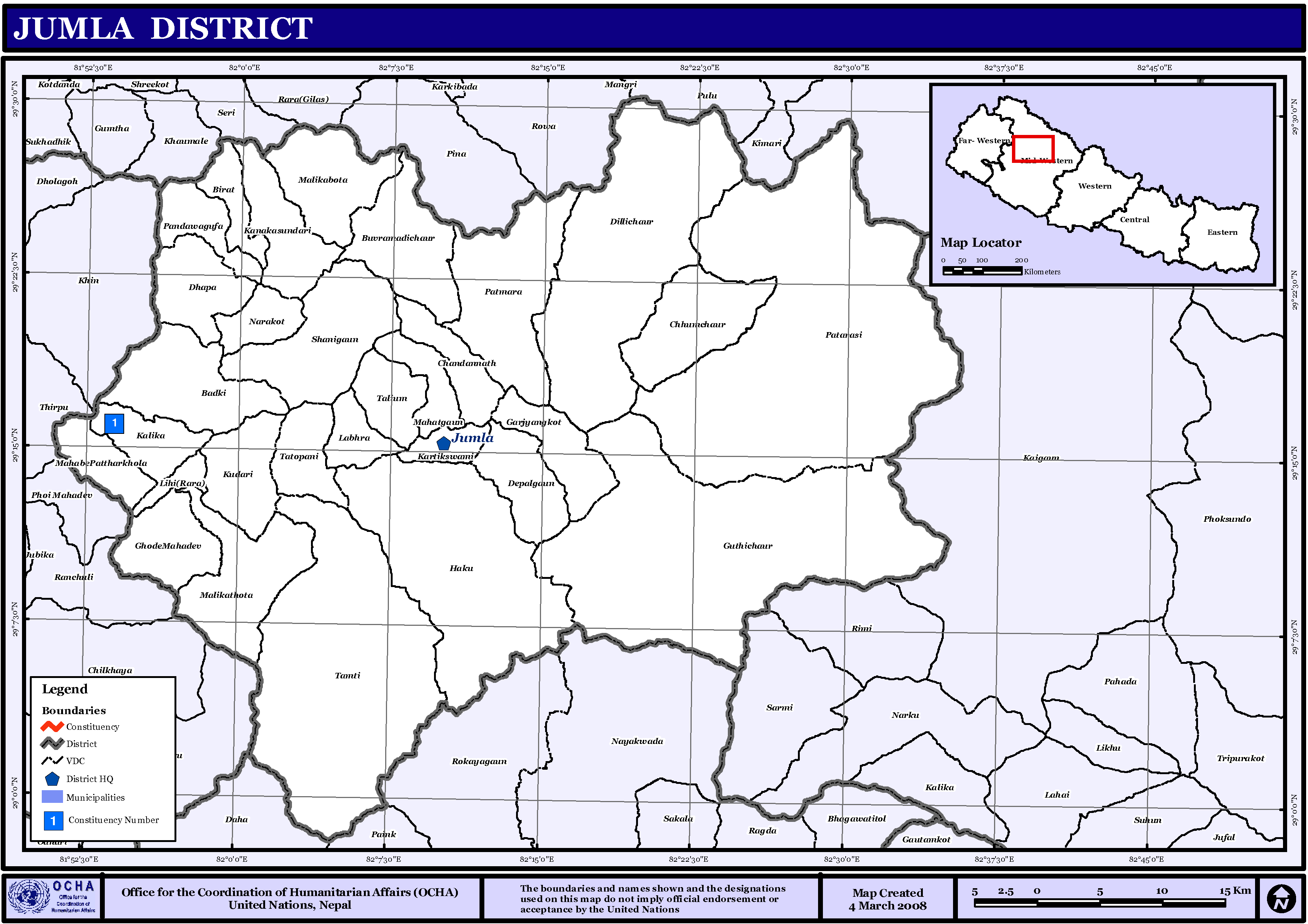
Mappa del distretto di Jumla